# Portique monumental Jules-Coutan
Le Portique monumental Jules-Coutan (appelé aussi Portique Art nouveau ou encore Portique de la manufacture de Sèvres) est un portique de grès situé dans le square Félix-Desruelles, dans le 6e arrondissement de Paris, en France.
Conçu par l'architecte Charles-Auguste Risler (1864-1937) et le sculpteur Jules Coutan (1848-1939), et réalisé à la Manufacture de Sèvres, il orne le Pavillon des Manufactures françaises lors de l'Exposition universelle de 1900. Sauvegardé, il est déplacé sur une façade jouxtant le square.

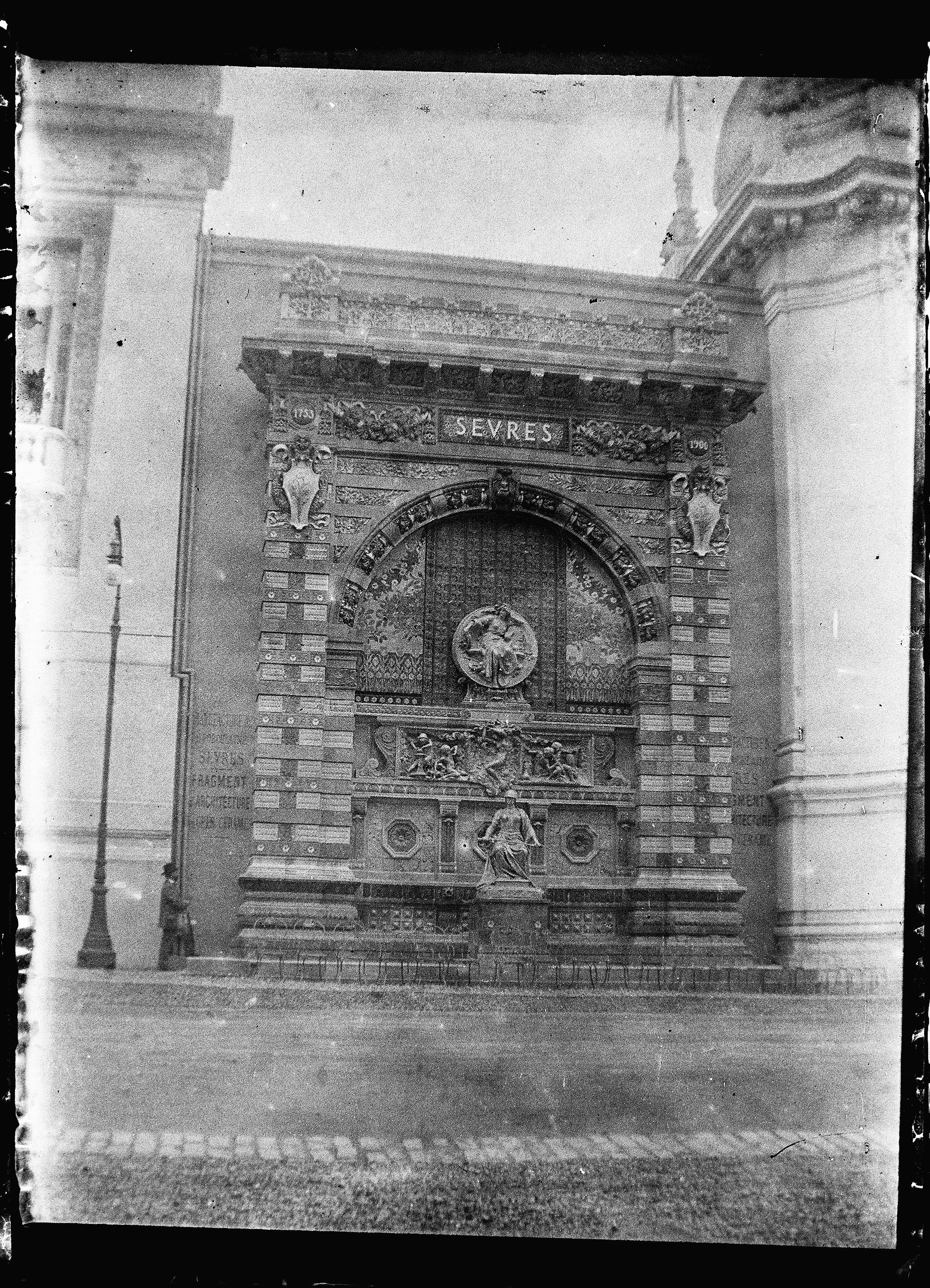
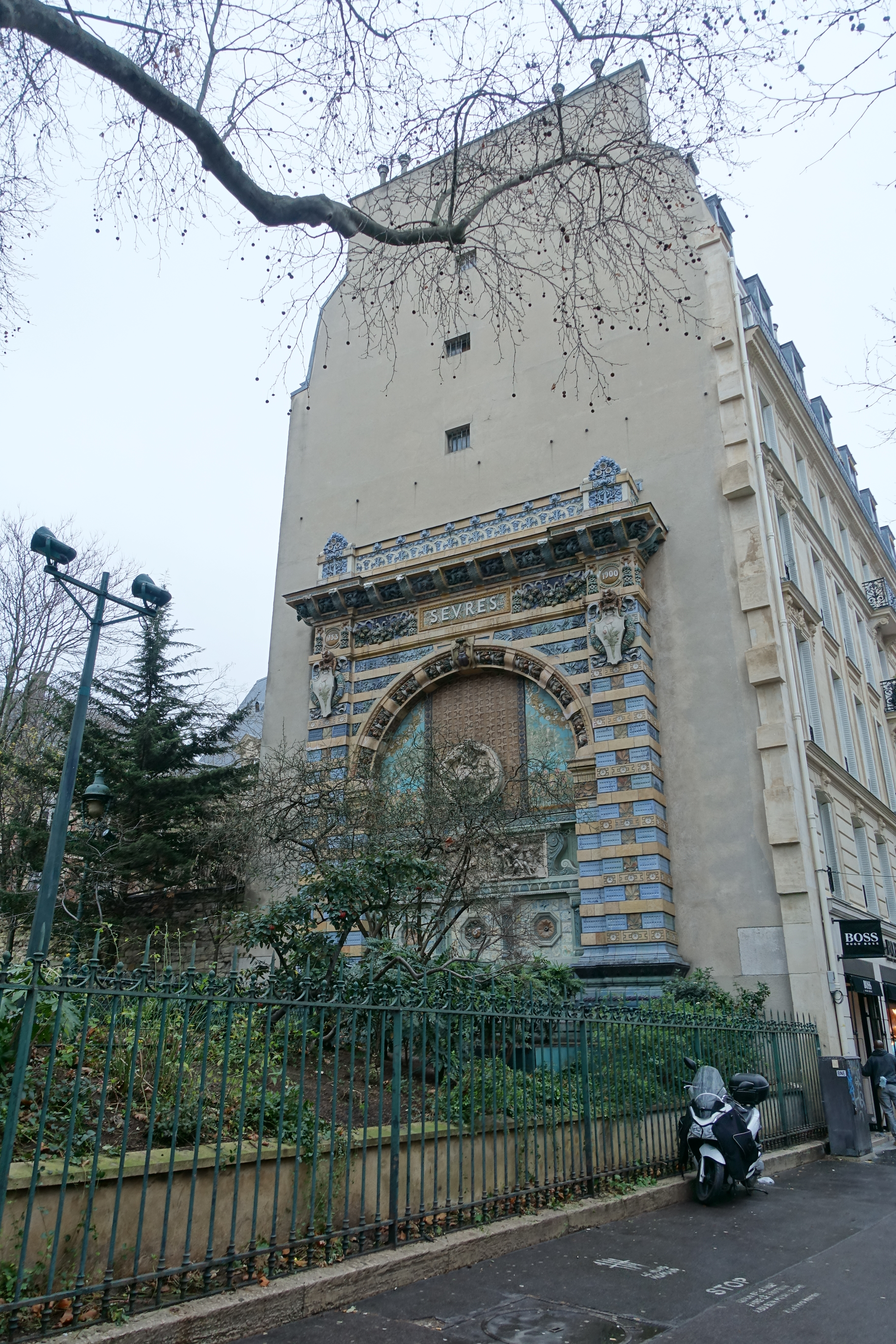
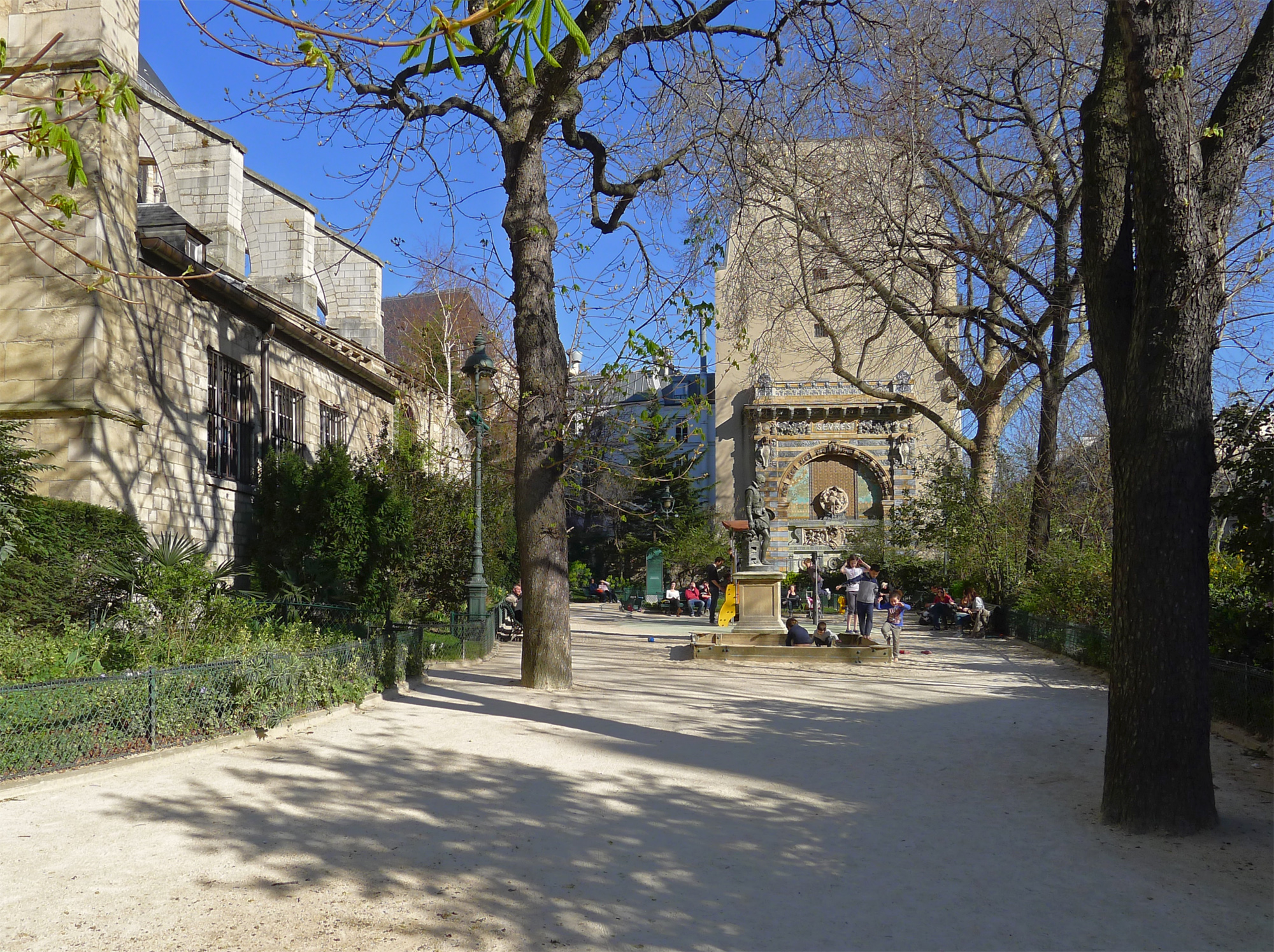
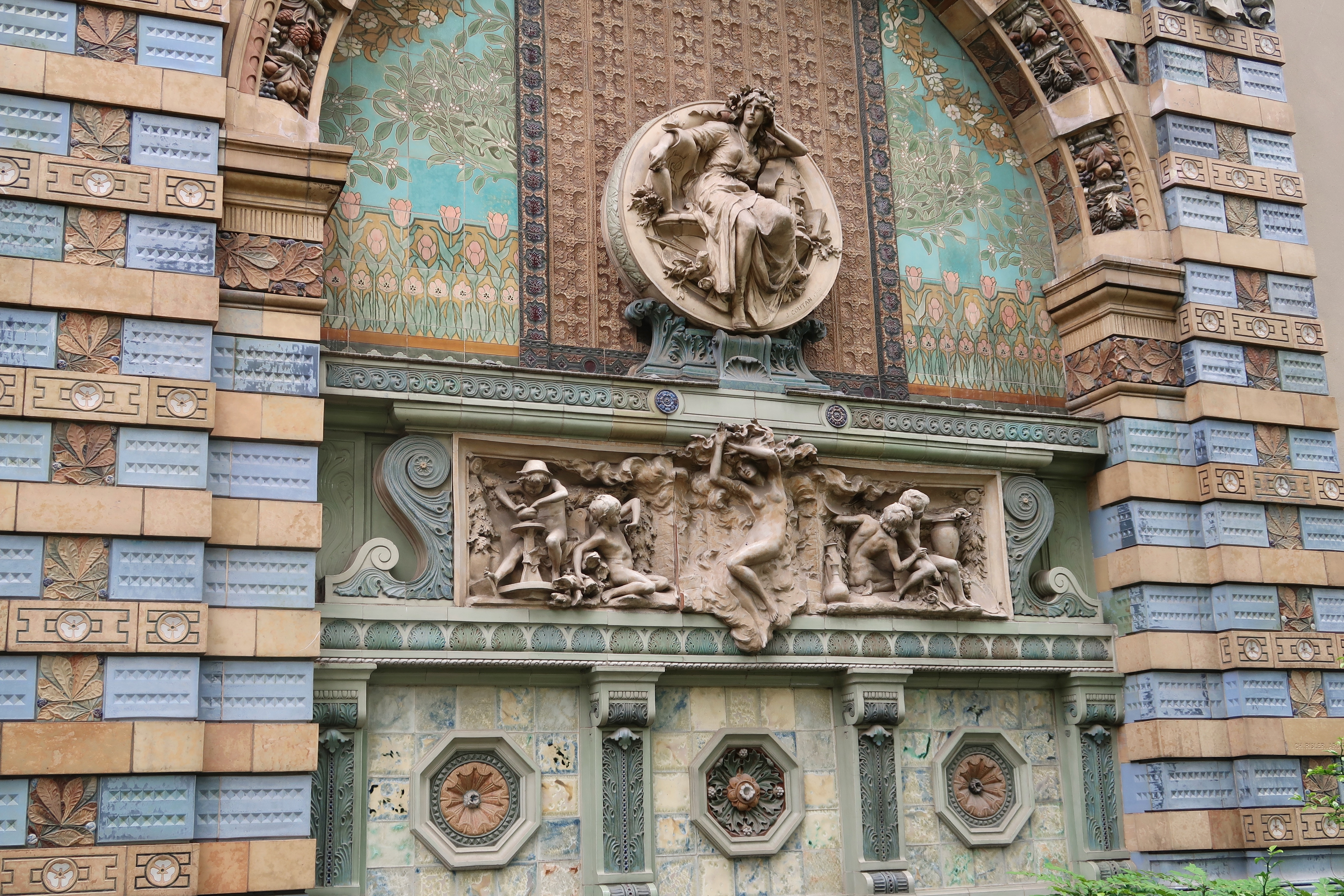
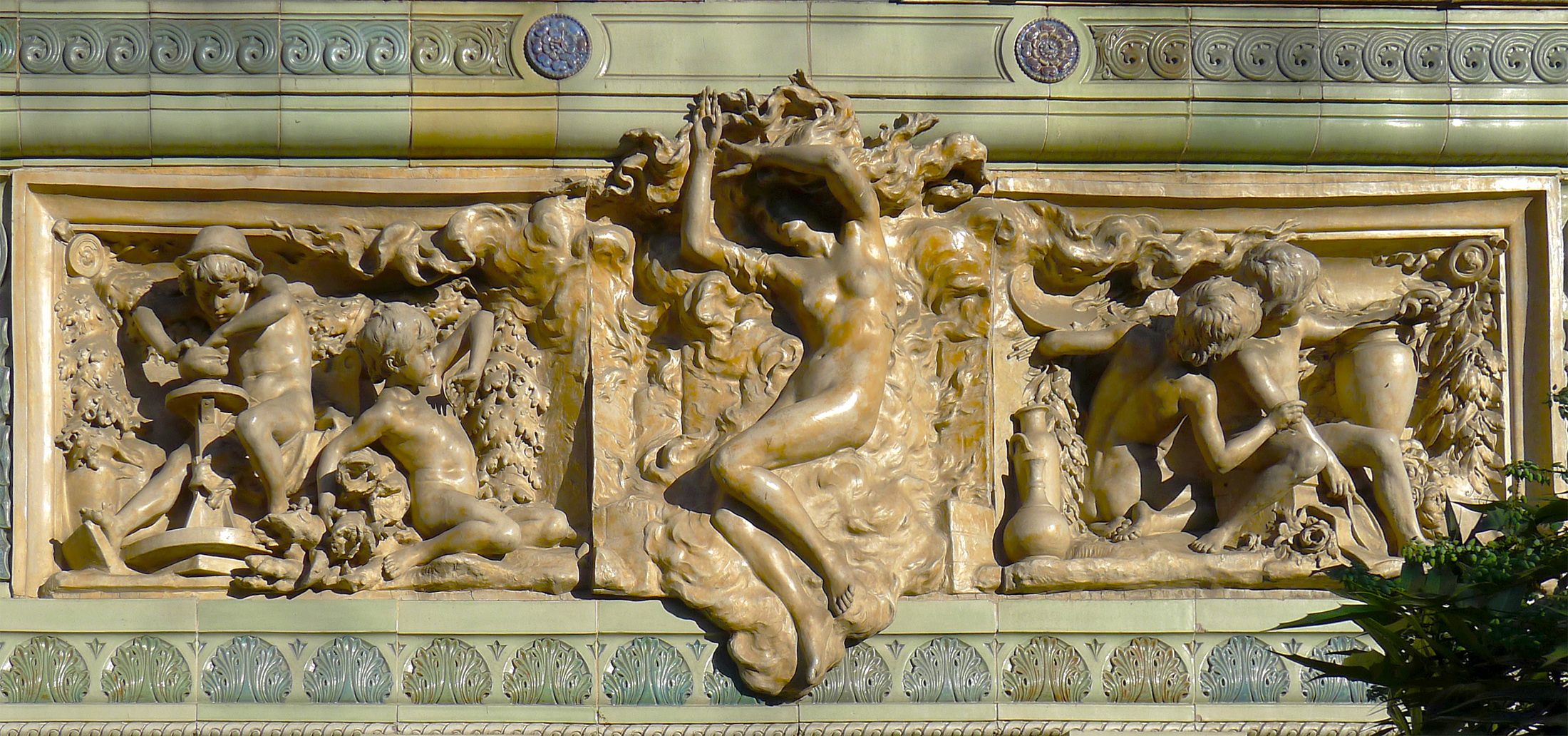
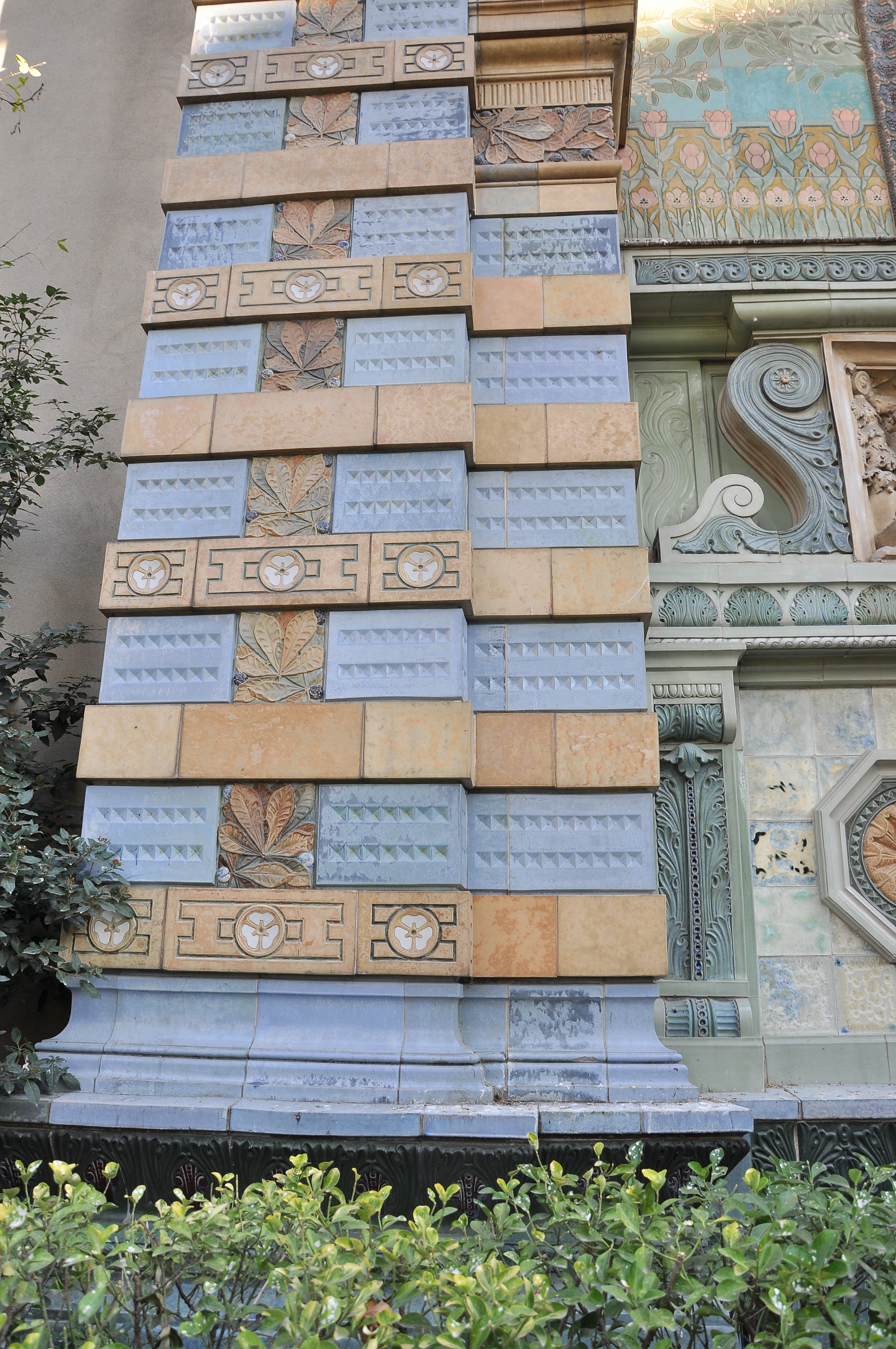
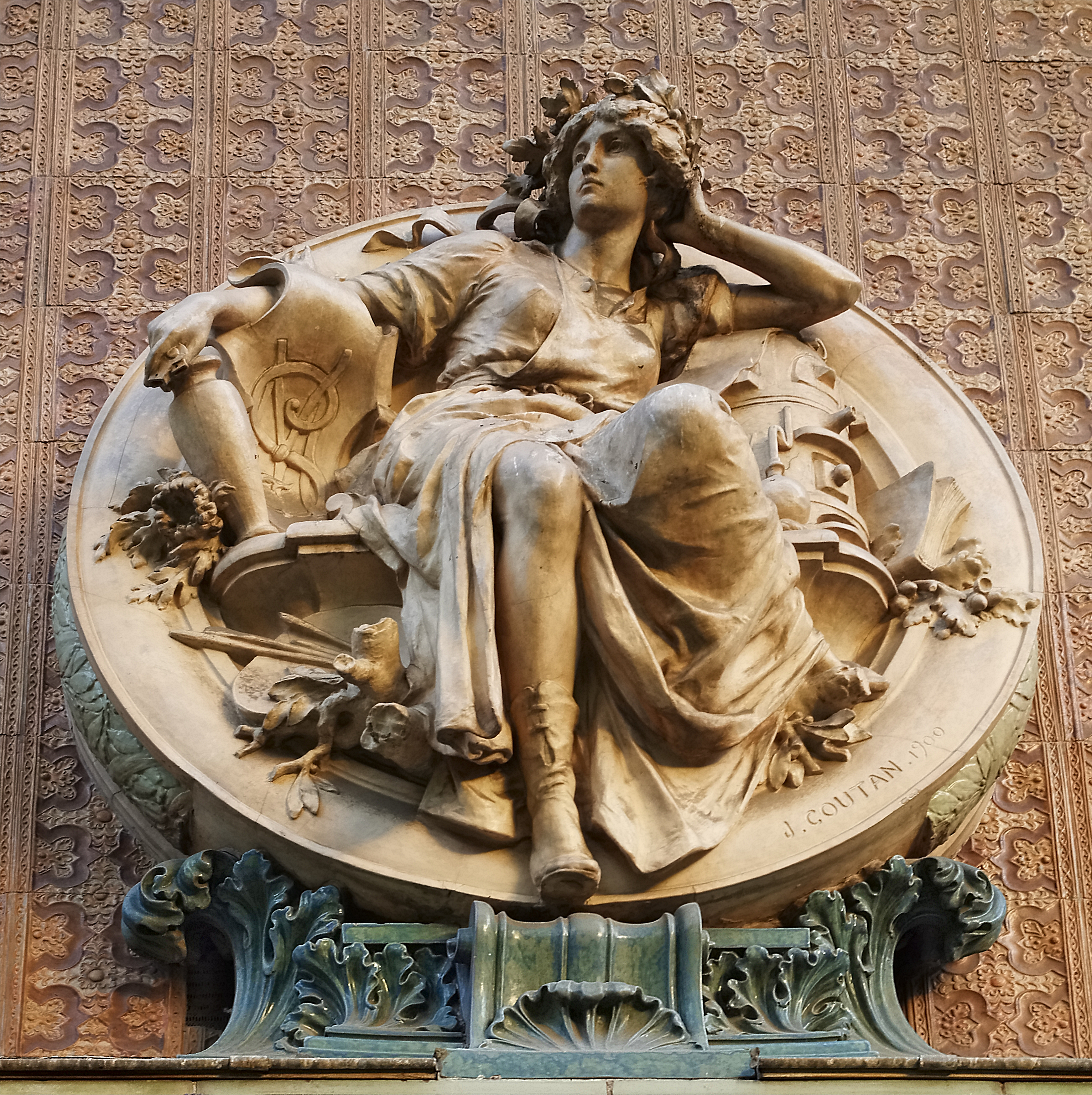
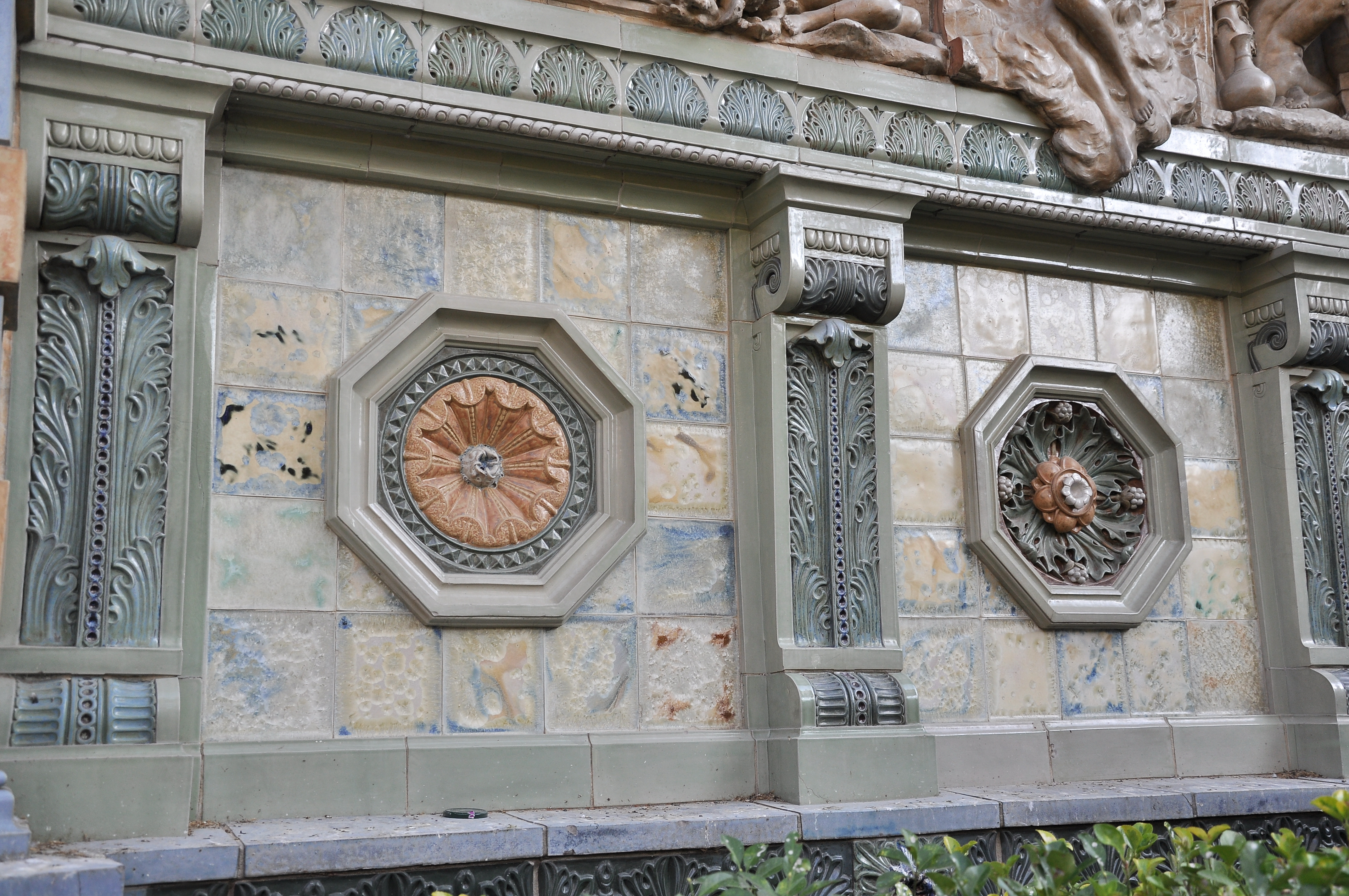